# 钮茂生
钮茂生（1939年10月28日—），满族，老姓钮祜禄氏，北京人，中華人民共和國政治人物、水利学家。

## 生平
1957年7月至1958年9月，为北京青年农场工人。1958年9月至1963年8月，在北京农业机械化学院农田水利系农田水利专业学习。1961年6月，加入中国共产党。1963年8月至1965年8月，任北京市大兴县“四清”工作队队员。1965年8月至1966年6月，任北京市京密引水工程指挥部办公室秘书。1966年6月至1979年1月任北京市水利局、市农业局办公室秘书，北京市水利气象局党委常委、党委副书记兼水利工程总队党委书记、密云水库抗震防汛指挥部党委副书记、副总指挥。
1979年1月至1982年8月，任北京市水利局党委副书记、副局长。1982年8月至1985年7月任中共北京市密云县委书记。1985年7月至1987年2月任水利电力部中国水利实业开发总公司副董事长兼总经理。1987年2月至1988年5月，任水利电力部黄河水利委员会主任、党组书记。1988年5月至1990年11月，任中华人民共和国水利部副部长兼国家防汛抗旱总指挥部秘书长、部直属机关党委书记。
1990年11月至1993年3月，任中共中央国家机关工委副书记。1993年3月至1998年10月，任水利部部长、党组书记兼国家防汛抗旱总指挥部副总指挥，治理1998年长江洪灾。1998年10月至1999年1月，任中共河北省委副书记、河北省副省长、代省长。1999年1月至2002年12月，任中共河北省委副书记、河北省省长。2002年12月，起任中共中央国家机关工委副书记。2003年3月当选为政协第十届全国委员会常务委员。政协第八届全国委员会委员。中共第十五届、十六届中央委员。
钮茂生通满文书法，其书画作品中常以茂生或钮祜禄·茂生为落款。